# Paul Gerrard
Paul William Gerrard (Heywood, 22 gennaio 1973) è un allenatore di calcio ed ex calciatore britannico, preparatore dei portieri del Carlisle United.
Vanta diverse presenze anche nella Nazionale inglese Under-21.